# Smidtia verna
Smidtia verna là một loài ruồi trong họ Tachinidae.